# エレクトリックリボン
エレクトリックリボン（英: Electric Ribbon）は、日本の女性アイドルグループ。

## 概要
全ての作詞/作曲を手掛けるコンポーザーのasCa（現在はYouTuberの里本あすか）の個人活動としてスタート。当初は音楽ユニットとして活動していたが、erica加入後、イベントで共演した掟ポルシェ（ロマンポルシェ。）から「君たちはアイドルを名乗りなさい」と言われたことからアイドルユニットとして活動することになった。ガーリーなエレクトロサウンドを得意とする。
結成から数度のメンバーチェンジを経て、2018年11月11日からは自らが運営を行うセルフプロデュースユニットとしてのリスタートを切った。ファンの愛称（ファンネーム）は「エレクトリックリボン クラスタ」を略して「ボンクラ」。

## メンバー
| 名前    | よみ      | カラー | 誕生日  | 血液型 | 出身地              | 趣味                                                               | キャラクター |
| ------- | --------- | ------ | ------- | ------ | ------------------- | ------------------------------------------------------------------ | --- |
| pippi   | ぴっぴ    | ピンク | 2月4日  | AB型   | ぴっぴ星 （島根県） | ピンクのグッズ集め ミミちゃん（うさぎのぬいぐるみ）と遊ぶ          | 2015年2月27日加入。 声優、ナレーター、グラビアや女優としての活動歴もあり、2016年から2017年までグループのリーダーを務めた。「DJぴっぴちゃん」名義でのDJも行う。 2019年2月に自身のブログにて全身脱毛症であることを告白。日替わりで様々なウィッグを着用しており、それが高じて株式会社リネアストリアの専属ウィッグモデルとしても活動している。 2021年よりエレクトロダンスポップユニット「Strawberry Kick」でも活動。 |
| minmin  | みんみん  | 紫     | 4月20日 | O型    | 富山県              | 上野動物園に行くこと、サンリオ（グッズ収集、ピューロランドで遊ぶ） | 2022年12月23日加入。 シンガーソングライターとしての活動や、雑誌「Zipper」モデルオーディショングランプリ受賞を経て、2018年にソロプロジェクト「原宿眠眠」を始動。「私たちの魔法」でデビュー。 |
| 和田 輪 | わだ りん |        | 3月14日 |        | 北海道              |                                                                    | 2024年7月31日加入。2015年から2021年までMaison book girlメンバー |

### 旧メンバー
赤城文
2022年12月23日加入。
東京都出身 / A型 / 誕生日：2000年11月28日
2023年12月28日卒業
双子の妹・可愛唯（元innes）とのユニット「ローストチェリーマーケット」、バンド「いばら姫」、はるきとのユニット「ミレディ♡チャーム」や、DJ、FRREZINEにてコラム「文系恋人放浪中」などで活動
- 赤城文(ミレディ♡チャーム) (@aya_doll_die) - X

はるき
2022年12月23日加入。
福井県出身 / A型 / 誕生日：7月26日
2023年12月28日卒業
ユニット「ミレディ♡チャーム」で活動
- はるき(ミレディ♡チャーム) (@ha6ki_7) - X

室井ゆう
神奈川県出身 / A型 / 誕生日：12月18日
2022年12月18日卒業
ユニット「グデイ」で活動。アイドルグループ「ねおち」をプロデュース
藤白もえ
東京都出身 / A型 / 誕生日：6月1日
2022年12月18日卒業
羽瀬ななこ
東京都出身 / AB型 / 誕生日：12月8日
2022年12月18日卒業
美伎 あおい
茨城県出身 / B型 /誕生日：1997年9月15日
2022年9月27日卒業
ユニット「ddm」でも活動
苺谷ことり
2020年7月4日加入。
高知県出身 / A型 / 誕生日：2002年6月23日
2021年10月9日卒業
アメイジング ミスiD2021受賞
瞳水ひまり名義で俳優活動
桜井みるく
2020年6月21日ステージデビュー前に脱退。
サンクチュアリの元メンバー（milk・mealworm名義）
小田あずみ
神奈川県出身 / AB型 / 誕生日：1月29日
ボーカル・ダンス担当
2020年1月18日卒業
2021年よりエレクトロダンスポップユニット「Strawberry Kick」で活動
erica
東京都出身 / O型 / 誕生日：9月12日
ボーカル・ダンス担当
2018年9月30日卒業。
「CHEAP CREAM」「DJ四捨五入」を主軸に音楽活動
母方の祖父は戦後に活躍した歌手の近江俊郎。
- erica@CHEAP CREAM (@dngnchan) - X

airi
山梨県出身 / O型 / 誕生日：12月11日
ボーカル・ダンス担当
2017年11月26日脱退
nagisa
埼玉県出身 / B型 / 誕生日：1997年2月25日
ボーカル・ダンス担当
2017年6月23日脱退
2020年より滝本なぎさ名義で「雨上がりのラプソディ」メンバー（作詞・作曲担当、2023年解散）、2022年より「ねおち」メンバーとして活動
natsuki
愛媛県出身 / AB型 / 誕生日：8月10日
ボーカル・ダンス担当
2016年4月25日卒業。ミスiD2016 アー写.com賞受賞。『ゴッドタン』マジ歌選手権内ユニット ヒムコ組.com もがなつきとしても活動
chiaki
福岡県出身 / A型 / 誕生日：10月4日
ボーカル・ダンス担当
2016年4月25日卒業。ソロプロジェクト「period.」名義で活動
- くらげ (@period_kurage) - X

asCa
栃木県出身 / O型 / 誕生日：2月12日
愛称：「あすす」「あすかちん」「すっす」
元リーダー兼トラックメーカー。作詞・作曲・編曲・DJ・コーラス担当
2015年10月24日卒業。アイドルを卒業して楽曲制作やソロユニット「Pastel Pants」、YouTuberとしての活動も展開
- 里本あすか@音楽家 (@asca_satomoto) - X

NAOMi
秋田県出身 / A型 / 誕生日：4月13日
ボーカル・ダンス担当、椛田ナオミ名義でモデル、タレントとしても活躍
2014年8月31日脱退。2015年、「NAOMiRUSTY」名義でソロアーティストとして活動再開。2016年に活動終了
iRia
ボーカル・ダンス・振り付けなどを担当
2011年10月脱退。脱退後ソロ活動へ
R-025
アートワーク・ダンス・コーラス・エフェクトなどを担当
2009年7月25日脱退
クラウ
VJ担当

### サポートメンバー
黒川音
2024年3月11日よりサポートメンバーとして活動。
2024年6月1日サポート終了
B型 / 誕生日：3月16日
ユニット「CUBΣLIC」で活動。元東京リアリー
小熊りん
2024年3月11日よりサポートメンバーとして活動。
2024年6月1日サポート終了
A型 / 誕生日：8月2日
ユニット「CUBΣLIC」で活動。DJ 59Marine としても活動。

## 略歴
2007年
- 12月、asCa（エリぼん）ソロユニットとして「エレクトリックりぼん」結成。楽曲2曲完成、myspaceにて公開。

2008年
- 7月6日、エレクトリックりぼん初ライブ。（高円寺Matching moleカフェ）
- 10月19日、アイドルの祭典「世界のFun!Fun!Fun!」出演。（名古屋DiAMOND HALL）
- 12月、R-025加入。

2009年
- 7月25日、R-025脱退。

2010年
- 7月、NAOMi・iRiaをゲストに迎えライブ。
- 9月、NAOMi・iRiaが正式加入、「エレクトリックリボン」に改名。

2011年
- 11月、iRia脱退。活動休止。

2012年
- 12月、erica加入。活動再開。
- 12月9日、3か月連続シングルリリース第一弾「ガーリーソング」発売。

2013年
- 1月9日、3か月連続シングルリリース第二弾「不安定オンライン」発売。
- 2月10日、3か月連続シングルリリース第三弾「バスルームでつかまえて」発売。
- 6月8日・9日、「ぐるぐるTOIRO」出演。（さいたまスーパーアリーナTOIRO）
- 6月26日、全国流通ミニアルバム「エリボンちゃん」発売。
- 7月24日、全国流通シングル「星屑ハイランド」発売。
- 7月27日、「TOKYO IDOL FESTIVAL 2013」出演。
- 9月14日、「AOMORI ROCK FESTIVAL'13〜夏の魔物〜」出演。

2014年
- 3月3日、全国流通シングル「steal me」発売。
- 5月、新メンバーの募集を開始[6]。
- 5月31日、「下北沢サウンドクルージング」出演。
- 6月21日、「YATSUI FESTIVAL! 2014」出演。
- 7月20日、Azumi加入。
- 8月2日・3日、「TOKYO IDOL FESTIVAL 2014」出演、NAOMiが8月31日に芸能活動を引退することが発表された[7][8]。
- 8月13日、全国流通シングル「波音チューニング」発売。
- 8月31日、NAOMi卒業公演「Keen on!〜NAOMiフォーエバー〜」。NAOMi脱退[9][10]。
- 8月31日、アンテナガール（空中分解 feat.アンテナガール）とのコラボユニット「エリボン×アンテナ」お披露目。
- 10月26日、Azumi脱退[11]。

2015年
- 1月18日、新メンバー公開オーディションを開催[12]。
- 2月27日、natsuki・chiaki・ASUKAが加入、「ギュウ農フェスvol.1は〜Shigeru充.09〜だっぺ」にて新メンバーお披露目[13][14]。
- 4月29日、自主企画「エレクトリックパレード-夢とリボンとぼくときみ-」にて新曲「クリームソーダ」披露。同日ハイレゾにて配信開始。月間・週間チャート1位を獲得[15]。
- 7月20日、タワーレコードの新アイドルレーベル「箱レコォズ」より、10月13日にニューシングル「無敵ガール」が発売されることが発表された[16]。
- 9月21日、リーダーasCaが10月24日「エレクトリックリボンasCa卒業公演〜good-bye party〜」をもってグループを卒業することが発表された[17]。
- 10月13日、「箱レコォズ」より、ニューシングル「無敵ガール」発売。
- 10月24日、リーダー兼トラックメイカーのasCa卒業。
- 10月25日、ASUKAがpippiに改名。
- 10月26日、毎週月曜日に定期公演開催。（12月21日まで）
- 12月29日、ワンマンライブ『「エレクトリックパーティー」〜初ワンマンは渋谷WWW!!〜』（渋谷WWW）にて開催。

2016年
- 1月18日、新メンバー募集を公式サイトにて発表。同日、12月29日のワンマンの再現ライブ「エレクトリックパーティリプライズ!」より、新宿レッドノーズにて定期公演開始。
- 4月11日、nagisa加入[18]。
- 4月25日、「第二回エリボンフェス」（渋谷WWW）開催。会場限定CD『4 you e.p.』発売。chiaki・natsuki卒業[4]。
- 6月11日・12日、フィリピンの首都マニラで行われた「TOKYO UNDERGROUND EXPERIENCE」出演。
- 8月7日、「TOKYO IDOL FESTIVAL 2016」出演。
- 9月10日、「I.I.S Ibaraki Idol Summit 野外編」出演。
- 9月27日、タワーレコードのレーベル「箱レコォズ」より、ニューシングル「アイライン」発売。
- 10月15日・16日、「TOKYO IDOLISM 2016」出演。
- 10月30日、「ギュウ農フェス in うつのみや」出演。
- 11月21日、年末のワンマンライブに向けて初の路上ライブを新宿から開始し、以降ライブの前々日まで定期的に実施する。
- 12月13日、「箱レコォズ」より、1stアルバム「YEAH!!!」発売。
- 12月21日、「アルバムリリース記念ワンマンライブ」を渋谷WWWにて開催し、先着来場者特典として『夜風の歌 - Landscape Remix - 』のCDを配布。同ライブにて新メンバー(センター)の募集を発表。
- 12月27日、新メンバーの募集を開始。

2017年
- 1月14日、「清竜人ハーレム♡フェスタ♡SPECIAL」出演。（新木場STUDIO COAST）
- 1月22日、「TOWER RECORDS presents ザ・感謝祭2017新春」出演。（品川ステラボール）
- 1月29日、昨年末の12月21日に渋谷WWWにて開催された「アルバムリリース記念ワンマンライブ」のセットリストを逆から再現する「ワンマンプレイバックpart2」を2017年度定期公演の一回目として新宿レッドノーズにて開催。結成10周年を迎えた今年は月次で定期公演を開催する事を同ライブにて発表。
- 2月19日、「LIVEプラス」出演。（渋谷VISION）
- 2月24日、「ギュウ農フェス☆プレミアムフライデー」出演。（渋谷club asia）
- 3月24日、東京・渋谷club asiaにて「エリボンフェスvol.3」開催。メンバー増員による新体制での初ライブ。オープニングアクトとして3人体制最後のライブを実施[19]。
- 4月2日、「アイドル甲子園」出演。（新木場STUDIO COAST）
- 5月4日、「ギュウ農フェス 春のSP」出演。（新木場STUDIO COAST）
- 5月21日、「GIRLS VISION」出演。（新宿BLAZE）
- 5月30日、「箱レコォズ」より、ニューシングル「Twinkle in you」発売。
- 6月17日、「KANSAI IDOL FILE」出演。（心斎橋SUNHALL）
- 6月23日、渋谷Gladにて行われた『「Twinkle in you」リリース記念ワンマンライブ』でnagisa脱退[20]とAzumi再加入[21]。
- 7月8日、「サワソニ26海の家」出演。（片瀬海岸西浜海水浴場）
- 8月5日、お台場にて行われた「TOKYO IDOL FESTIVAL 2017」よりライブ会場限定シングル「FUN! FUN! FUN!」発売。
- 8月20日、「LIVEプラス」出演。（渋谷VISION）
- 9月10日、「アイドル甲子園 SUMMER FESTIVAL2017」出演。（新木場STUDIO COAST）
- 9月16日、「IDOL Pop'n Party Vol.25」出演。（TOKYO FM HALL）
- 9月24日、「秋のアイドル祭り」（名古屋ReNY）/「WONDER WORLD vol.24」（大阪アメリカ村FANJ twice）出演。
- 10月7日・8日、トルコのイスタンブールで行われた「COMIKON istanbul MANGA FEST」出演。
- 11月26日、渋谷DUOにて行われた「ENIGMA Vertiges soudains Spécial〜突然のめまい特別編〜」でairi脱退。
- 12月2日、「Girl’s Bomb!! 〜2017大感謝祭〜」出演。（新木場STUDIO COAST）
- 12月23日、「クリスマスLIVEプラス」出演。（新宿BLAZE）
- 12月26日、グループ結成10周年を記念するワンマンライブを渋谷DUOにて開催し、『yuのリーダー就任（2018年より）』・『pippiのライブ出演不定期化（2018年）』・『ericaの卒業（2018年9月）』・『メンバーカラーの採用』を発表。

2018年
- 1月7日、「GIRLS VISION」出演。（渋谷CLUB QUATTRO）
- 1月14日、ドクターストップによるpippiの無期限活動休止[22]と新メンバーの募集[23]を発表。
- 3月10日、「LIVEプラス」出演。（秋葉原COSMIC LAB）
- 3月11日、「LIVEプラス」出演。（渋谷VISION）
- 3月26日、ワンマンライブ。（渋谷チェルシーホテル）
- 4月8日、「ギュウ農フェス春のSP ロード to 栃木2018」出演。（新木場STUDIO COAST）
- 4月14日、「GIRLS VISION」出演。（渋谷TSUTAYA O-WEST）
- 4月22日、「LIVEプラス」出演。（渋谷VISION）
- 4月29日、「GIRLS VISION」出演。（白金高輪SELENE b2）
- 4月30日、「LIVEプラス」出演。（渋谷Glad）
- 5月12日、「サワソニ32 ブートキャンプ」出演。（西多摩郡 おおばキャンプ村）
- 5月25日、「キラキラ☆ギュウ農フェス」出演。 （渋谷WWW）
- 5月26日、「Shimokitazawa SOUND CRUISING 2018」出演。（下北沢全域のサークルイベント）
- 6月2日、「アイドル甲子園」出演。（新木場STUDIO COAST）
- 6月9日、『「うさぎの恩返し」ねむたいカンパニーPre.』出演。（新宿LOFT）
- 6月29日、渋谷Gladにて行われたワンマンライブよりpippi復帰。
- 7月14日、「サワソニ33 海の家」出演。（片瀬海岸西浜海水浴場）
- 7月17日、「箱レコォズ」より、ニューシングル「COLOR*COLOR」発売。
- 8月5日、「TOKYO IDOL FESTIVAL 2018」出演。
- 8月20日、「Liberty Park Special」出演。 （マイナビBLITZ赤坂）
- 9月30日、渋谷VISIONにて行われた「エレクトリックリボンerica卒業&生誕祭」でerica卒業と新体制でのお披露目ワンマンライブ[24]を発表。
- 10月1日、新しいアーティスト写真とロゴ[25]を公開。
- 10月24日、同年11月11日のワンマンライブにおける新曲（作詞作曲/里本あすか - エレクトリックリボン創設者）のお披露目[26]を発表。
- 11月11日、新体制のお披露目ワンマンライブを渋谷GARRET udagawaにて開催し、yu （→室井ゆう）・aoi（→美伎あおい）・Azumi（→小田あずみ）のメンバーネーム改名を発表。
- 12月24日、「エレクリスマス」共催。 w/Beat happening!（渋谷LUSH）
- 12月28日、「Dt iD LIVE」（名古屋Dt.BLD）/「RAD iD LIVE」（名古屋RADHALL）出演。
- 12月29日、「エリボン感謝祭&忘年会」開催。（新宿レッドノーズ）

2019年
- 1月6日、「GIRLS VISION」出演。（新宿KeyStudio）
- 2月2日、「名古屋でらロック」出演。（大須TOYS）
- 3月2日、「エリボンバスツアー〜いちごでGO!!〜」にていちご狩りや岩下の新生姜ミュージアム（@栃木）でのライブを実施
- 3月17日、「GIRLS VISION」（新宿KeyStudio）に出演し、以降、小田あずみが脚の治療のために暫く活動を休止[27]。
- 3月21日、「まけんグミフェス☆2019」出演。（新木場STUDIO COAST）
- 3月24日、「アイドル甲子園 SPRING FESTIVAL2019」出演。（新木場STUDIO COAST）
- 4月2日、「幕張エンターテイメントLIVE～ネタに、ダンスに、コーナーに～」出演。（よしもと幕張イオンモール劇場）
- 4月21日、「アッパームーン!!ミュージックフェス」出演。（長野CLUB JUNK BOX）
- 4月25日、主催の「ワンダランリボンvol.1」（高円寺HIGH）［他出演者、キミノマワリ・NECRONOMIDOL・avandoned・ようなぴ］にて新体制初のMV[28]とCDの発売[29]を発表。
- 4月30日、「AKIBA Cultures Kaleidoscope vol.13」出演。（AKIBAカルチャーズ劇場）
- 5月4日、「サワソニ38キャンプ」出演。 （西多摩郡 おおばキャンプ村）
- 5月6日、「ギュウ農フェス」出演。（新木場STUDIO COAST）
- 5月21日、「〜エレクトリックリボンもメイドやりたくない?やってみっか?オフ会〜」開催。 （下北沢ケージ）
- 5月25日、「Shimokitazawa SOUND CRUISING 2019」出演。（下北沢MOSAiC）
- 5月29日、主催の「ワンダランリボンvol.2」（高円寺HIGH）［他出演者、みみみしぇるたー・Dorothy Little Happy・SAKA-SAMA・D’yer Mak’er?］にて小田あずみの一部復帰とライブ会場限定シングル「ワンダランディスコ」の発売開始。また「ワンダランディスコ」収録曲の配信スタート[30]を発表。
- 6月19日、主催の「ワンダランリボンvol.3」（高円寺HIGH）［グーグールルとのツーマン]にて新衣装と新曲「スターマインが終わったら」をお披露目。また同ライブにて、秋にアルバムのリリース、それに伴うクラウドファンディングの開始、そして11月10日高円寺HIGHにてワンマンライブを開催することを発表。
- 7月11日、クラウドファンディング開始。約一日で目標金額の100万円を達成する。（最終的には267.1万円の金額が集まった）
- 11月6日、Kanpai Records☆より、2ndアルバム「#FREEEEBON」発売。
- 11月10日、主催「#FREEEEBON 発売記念 エレクトリックリボンワンマンライブ」を開催。
- 12月20日、小田あずみが、翌年1月18日の生誕祭をもって卒業することが発表。

2020年
- 1月18日、高円寺HIGHにて行われた「小田あずみ生誕卒業ライブ〜good-bye party〜」で小田あずみが卒業。
- 1月20日、新メンバーの募集を発表。
- 7月4日、新体制お披露目ライブ～ソーシャルディスタンスを添えて～にて、苺谷ことり・藤白もえが加入。
- 10月24日、「エリボンFES-2020-」を開催。（よみうりランド日テレらんらんホール） 2021年2月に新曲「fallin'rollin'love」を全国流通リリース、2021年4月に代官山UNITにて「エリボンFES-2021-」の開催、メンバーの出身地を周る全国ツアーを発表した。

2021年
- 4月10日、「ERiBON FES 2021」開催。（代官山UNIT）
- 9月11日、苺谷ことりが、10月9日のワンマンライブをもって卒業することを発表[31]。
- 10月9日、高円寺HIGHにて行われたワンマンライブで、苺谷ことりが卒業。
- 11月21日、主催ライブ「あの方にお願いしちゃいました！ エレクトリックリボン新曲お披露目ライブ」（新宿SAMURAI）にてヤマモトショウ提供による新曲「足りない」を初披露。同曲を22日0時よりサブスク配信リリース[32]。
- 12月18日、渋谷スターラウンジにて行われた室井ゆう生誕祭にて、1年後の室井ゆうの卒業を発表。

2022年
- 2月3日、同月14日新メンバーお披露目ライブ（高円寺HIGH）にて新メンバーななこが加入し5人体制になることを発表[33]。
- 2月14日、主催ライブ「RIBOOOOON」（高円寺HIGH）にて、新メンバーななこが加入。ライブでは「ななこ」名義だったが、ライブ直後にTwitterで「羽瀬ななこ」と紹介された[34]。
- 6月2日、「藤白もえ生誕祭　2部」（高円寺HIGH）にて、新曲「Flush!Crush!」初披露。
- 7月3日、「irony お披露目LIVE」（渋谷CLUB MALCOLM）にて、新曲「irony」初披露。
- 8月9日、「1st FULL ALBUM 発売記念GIG "89の日"」（89-ハチキュウ-主催、下北沢SHANGRILA）にて、新曲「ONLY LONELY」初披露。
- 9月17日、美伎あおいが卒業。4人体制になる[35]。
- 11月29日、エレクトリックリボンの公式Twitterにて同年12月18日「池袋 harevutai」でのワンマン公演をもって現体制での活動を終了する旨を発表した。室井ゆう・藤白もえ・羽瀬ななこが同日にエレクトリックリボンを卒業。pippiは、エレクトリックリボンの活動を継続。後ほど新規グループを立ち上げ、別グループとして活動。始動は2023年春予定。エレクトリックリボンの新たなメンバーは12月23日の新体制お披露目公演予定[36]。
- 12月18日、「池袋 harevutai」で行われたワンマン公演にて、室井ゆう・藤白もえ・羽瀬ななこが卒業。現体制終了。
- 12月23日、新体制お披露目ライブにて、新メンバーminmin・赤城文・はるきが加入発表。4人体制になる。

2023年
- 11月22日、赤城文・はるき が、12月28日をもって卒業することが発表。

2024年
- 1月21日、「渋谷 clunasia」で行われた「JaccaPoP presents『KUJIRA vol.13』」にて、pippi・minmin・赤城文・はるき の４人による最後のライブを実施。
- 2月27日、株式会社harvestに『マネージメント契約』という形態で所属することを発表。
- 3月6日、CUBΣLICが期間限定でエレクトリックリボンのサポートメンバーとして活動することを発表
- 5月7日 - 6月1日開催の「エレクトリックリボン 無料単独公演 -CUBΣLICサポートありがとうLIVE-」を持って、CUBΣLICのサポートメンバーとしての活動終了を発表。
- 6月1日、CUBΣLICのサポートメンバーとしての活動が終了。
- 7月11日、エレクトリックリボン feat. CUBΣLIC追加公演にて CUBΣLICのサポートメンバーとしての活動が終了。エレクトリックリボン が今夏新体制となることを発表
- 7月31日、和田輪（ex- Maison book girl）の電撃加入を発表。8月15日より新体制で始動。

## ディスコグラフィ

### CD作品
| #  | リリース日     | タイトル                        | 収録曲 | レーベル                     | 映像      |
| -- | -------------- | ------------------------------- | --- | ---------------------------- | --------- |
| 1  | 2008年         | ナンシー/愛のアカシ。           | 1. ナンシー 2. 愛のアカシ。 | -                            |           |
| 2  | 2009年         | あなたにキッス/恋するリオロイド | 1. あなたにキッス 2. 恋するリオロイド | -                            |           |
| 3  | 2010年         | どっちもどっち                  | 1. どっちもどっち 2. 恋するリオロイド 3. どっちもどっち-asCa version-（限定盤のみ） | -                            |           |
| 4  | 2011年4月16日  | レプリカプリコ                  | 1. レプリカプリコ 2. Factory of love 3. センセイ! 4. ～11. レプリカプリコ Remix用バラデータ | -                            |           |
| 5  | 2012年12月9日  | ガーリーソング                  | 1. ガーリーソング 2. Stop It! 3. ガーリーソング-Groove Catch ver.- 4. ガーリーソング（Instrument） 5. Stop It!（Instrument） | SUKOYAKA Record              |           |
| 6  | 2013年1月9日   | 不安定オンライン                | 1. 不安定オンライン 2. どっちもどっち-fazerock remix- 3. 不安定オンライン（Instrument） | SUKOYAKA Record              |           |
| 7  | 2013年2月10日  | バスルームでつかまえて          | 1. バスルームでつかまえて 2. Factory of love -FQTQ remix- 3. バスルームでつかまえて（Instrument） | SUKOYAKA Record              |           |
| 8  | 2013年6月26日  | エリボンちゃん                  | 1. ガーリーソング 2. 不安定オンライン 3. バスルームでつかまえて 4. どっちもどっち-fazerock remix- | SUKOYAKA Record              |           |
| 9  | 2013年7月24日  | 星屑ハイランド                  | 1. 星屑ハイランド 2. ときめきスタイリッシュ 3. レプリカプリコ-LBT remix 4. 星屑ハイランド(instrument) 5. ときめきスタイリッシュ(instrument) | SUKOYAKA Record              | MV        |
| 10 | 2014年3月3日   | steal me                        | 1. steal me -lady edit- 2. 愛のアカシ 3. steal me -lady edit- inst. 4. 愛のアカシinst. 5. steal me -girls edit- | Courage Records              |           |
| 11 | 2014年8月13日  | 波音チューニング                | 1. 波音チューニング 2. シークレットソング 3. 夜風の歌 4. 波音チューニング inst. 5. シークレットソング inst. | Courage Records              |           |
| 12 | 2015年10月13日 | 無敵ガール                      | 1. 無敵ガール 2. good-bye party 3. ガーリーソング（Hikaru-Remix） 4. 無敵ガール（instrumental） 5. good-bye party（instrumental） | 箱レコォズ                   | MV        |
| 13 | 2016年4月25日  | 4 you e.p.                      | 1. ブレードランナー 2. Factory Of Love 3. 波音チューニング〜2015Ver | ライブ会場限定シングル       |           |
| 14 | 2016年8月7日   | のみたい e.p.                   | 1. カンパイ☆スターライト 2. 星屑ハイランド（2016ver.） | ライブ会場限定シングル       |           |
| 15 | 2016年9月27日  | アイライン                      | 1. アイライン 2. STAR TEAR 3. アイライン（inst） 4. STAR TEAR（inst） | 箱レコォズ                   | MV        |
| 16 | 2016年12月13日 | YEAH!!!                         | 1. アイライン（ALBUM MIX） 2. カンパイ☆スターライト 3. 波音チューニング 4. そよ風のKISS 5. Factory Of Love 6. クリームソーダ 7. Steal me - Lady edit- 8. 夢見るコットンキャンディ 9. ブレードランナー 10. 無敵ガール 11. 星屑ハイランド（ALBUM MIX） 12. STAR TEAR 13. ガーリーソング（nagisa only version） 14. あなたにキッス（pippi only version） 15. 愛のアカシ - midnight floor remix（erica only version） | 箱レコォズ                   |           |
| 17 | 2016年12月21日 | 夜風の歌 - Landscape Remix -    | 1. 夜風の歌 - Landscape Remix - | ワンマンライブ先着来場者特典 |           |
| 18 | 2017年5月30日  | Twinkle in you                  | 1. Twinkle in you 2. 春色ドロップ 3. アイライン（2017ver.） 4. Twinkle in you（inst） 5. 春色ドロップ（inst） | 箱レコォズ                   | MV        |
| 19 | 2017年8月5日   | FUN! FUN! FUN!                  | 1. Fun! Fun! Fun! 2. MABOROSHI 3. 波音チューニング（2017ver.） | ライブ会場限定シングル       | MV        |
| 20 | 2018年7月17日  | COLOR*COLOR                     | 1. COLOR*COLOR 2. Sailor Girl 3. COLOR*COLOR（inst） 4. Sailor Girl（inst） | 箱レコォズ                   | MV        |
| 21 | 2019年5月29日  | ワンダランディスコ              | 1. ワンダランディスコ 2. シークレットソング（2019ver.） 3. ワンダランディスコ（inst） 4. シークレットソング（2019ver.）（inst） | ライブ会場限定シングル       | MV        |
| 22 | 2019年11月6日  | ＃FREEEEBON                     | 1. SE 2. ちょっとしたパーティ 3. ワンダランディスコ 4. アナザーワールド 5. キュンキュンLOVE 6. えんどれすりぼん 7. CRUSH!! 8. スターマインが終わったら 9. 夜風のうた～2019～ 10. MABOROSHI 11. パラレるパラリる 12. トワイライト 13. ボンクラダンス 14. STORY | Kanpai Records☆              |           |
| 23 | 2021年02月17日 | fallin'rollin'love              | 1. fallin'rollin'love 2. セルフプロデューサー 3. すきすきっす | Kanpai Records☆              | 1.MV 2.MV |
| 24 | 2022年07月04日 | irony                           | 1. irony 2. Flash!Crush! 3. irony(inst) 4. Flash!Crush!(inst) | Kanpai Records☆              |           |
| 25 | 2023年05月12日 | BETYOU                          | 1. BETYOU 2. PassionFuture 3. シークレットソング2023 | Kanpai Records☆              |           |

### 映像作品
| # | リリース日    | タイトル             | 収録曲 | レーベル       |
| - | ------------- | -------------------- | --- | -------------- |
| 1 | 2018年2月10日 | OFFICIAL BOOTLEG DVD | 1. ガーリーソング 2. 不安定オンライン 3. バスルームでつかまえて 4. 星屑ハイランド 5. ときめきスタイリッシュ 6. Steal Me 7. 愛のアカシ 8. どっちもどっち 9. レプリカプリコ 10. あなたにキッス 11. Stop it! 12. 恋するリオロイド 13. どっちもどっち（fazerock remix） 14. Secret Song 15. 夜風の歌 16. 無敵ガール 17. good-bye party! 18. アイライン 19. カンパイ☆スターライト 20. 波音チューニング 21. クリームソーダ 22. Factory of Love 23. ブレードランナー 24. Twinkle in you 25. 春色ドロップ 26. Fun! Fun! Fun! 27. MABOROSHI 28. Sweet Song 29. ムーンライトフラッシュ 30. 赤いタンバリン 31. 星屑ハイランド | ライブ会場限定 |

### ネット配信作品
| # | リリース日     | タイトル       | 収録曲                                     | 名義                                      | 配信会社     | 収録形式 |
| - | -------------- | -------------- | ------------------------------------------ | ----------------------------------------- | ------------ | -------- |
| 1 | 2015年4月29日  | クリームソーダ | 1. クリームソーダ                          | エレクトリックリボン                      | OTOTOY       | ハイレゾ |
| 2 | 2015年9月12日  | 捧ぐレインボー | 1. 捧ぐレインボー                          | erica（fromエレクトリックリボン）         | OTOTOY       | ハイレゾ |
| 3 | 2015年9月12日  | campus         | 1. campus                                  | natsuki（fromエレクトリックリボン）       | OTOTOY       | ハイレゾ |
| 4 | 2015年9月12日  | ハレモヨウ     | 1. ハレモヨウ                              | period.（くらげfromエレクトリックリボン） | OTOTOY       | ハイレゾ |
| 5 | 2021年11月22日 | 足りない       | 1. 足りない                                | エレクトリックリボン                      | 各配信サイト |          |
| 6 | 2022年08月28日 | ONLY LONELY    | 1. ONLY LONELY                             | エレクトリックリボン                      | 各配信サイト |          |
| 7 | 2022年12月15日 | By Your Side   | 1. By Your Side 2. Dance All Night (Remix) | エレクトリックリボン                      | 各配信サイト |          |
| 8 | 2022年12月24日 | PassionFuture  | 1. PassionFuture                           | エレクトリックリボン                      | 各配信サイト |          |

## 参加作品
- ときめきエキスプレス「HIKARIchan」（2013年8月21日）
  - 7.party!party!party! 〜だって女の子はおしゃべりなの〜 with エレクトリックリボン
- テクプリ「テクプリ・トリビュート ～テクプリHappy Ever After～」[37]（2014年5月21日）
  - 10.ムーンライトフラッシュ
- iPhoneゲームアプリ「GROOVE CATCH」
  - 楽曲提供「ガーリーソング」

## 出演

### ラジオ
- 「早川琴流のインディーズマジック!エレクトリックリボンスペシャル」（2013年4月20日、かつしかFM）
- 「ラジっちゃう?水曜日」（2014年4月30日、栃木放送）
- 「MUSICリボーン」（2014年9月15日、リスラジ）
- 「クロちゃんのIDOL ST@TION」（2014年9月25日、目黒FM）
- 「シモツカル」（2015年2月18日、栃木放送）
- 「i Meet Up!」（2016年7月31日、FM NACK5）
- 「渋谷のほんだな」（2016年7月31日、渋谷のラジオ）
- 「Faint⋆Star　有言実行!～やらなきゃ何も始まらない～」（2016年9月22日、原宿soraxniwa）
- 「Faint⋆Star Road 2 Shiny Star」（2016年12月1日、原宿soraxniwa）
- 「Tokyo Pancake Radio〜Very Fancy〜」（2017年10月26日、原宿soraxniwa）
- 「DETANサタデー」（2017年11月17日、FM KITAQ）

### ネット配信
- 「飾りじゃないのよリボンは」（ニコニコ公開生放送/STUDIO P&M@新宿）
  - （2015年3月10日・17日・24日・31日&4月7日・14日・21日）
- 「IDOL♡アカデミー K☆U☆T」【1部】（2016年3月4日、Kawaiian TV）
- 「世界初 アイドルたちが地下サバゲー場で生LIVE」（2016年3月10日、ニコニコ生放送/バレットフィールド八王子）
- 「FeaM@STER」（2016年12月6日、ニコニコ生放送/高円寺HIGH）
- 「DJ Tomoaki's Radio Show!」(2016年12月22日、下北FM/下北沢SFMホール）
- 「ライブアイドル名鑑」（2017年6月10日、原宿 Abema Studio）
- 「今夜はアナタの番組」（2017年6月13日、 FRESH!配信/赤坂YOANIスタジオ）
- 「tokyo torico」（2017年7月4日、押上ワロップ放送局）
- 「心之介。の占い1000人斬りっ!!」（2017年7月20日、押上ワロップ放送局）
- 「心之介。の占い1000人斬りっ!! 夏の占いSP」（2017年8月2日、押上ワロップ放送局）
- 「IDOL♡アカデミー(K・U・T )ノ爆」（2017年11月8日、KawaiianTV）
- 「マシェバラ'z TALK-GYM」（2017年12月20日、マシェバラ）
- 「TOKYO iNFLUENCER STUDIO!」（2018年3月11日、渋谷クロスFM）
- 「ディ～とも!プレステージ」&「DJ Tomoaki's Radio Show!」（2018年12月6日、下北FM/下北沢SFMホール）
- 「DJ Tomoaki's Radio Show!」（2018年12月27日、スタジオベイド下北沢店）
- AbemaPrime（2019年6月11日、AbemaTV）- スタジオゲストはpippiのみ[38]
- 矢口真里の火曜The NIGHT（2022年9月7日、ABEMA）- pippiのみ

### ミュージック・ビデオ
- SAWA「いじっぱりマーメイド」MV（2017年2月14日）※erica、pippi、nagisa出演[39][40]
- Creepy Nuts助演男優賞」MV（2017年2月14日）※erica、pippi、nagisa出演[41]

## 書籍

### 連載
- 「TRASH-UP!!」（vol.18 - ）「#素敵なOlライフ」 - （erica）

### 雑誌
- 「TRASH-UP!! vol.16」- インタビュー
- 「TRASH-UP!! vol.17」- アイドル50人に聞く2013私のベスト5
- 「チャンピオンRED 10月号」- アイドルのルツボッ!（秋田書店）
- 「IDOL FILE Vol.02 TOKYO」- 都内で活動する注目のアイドルを紹介する特集